# خانجان مقبل
شاعر کمنام افغانستان متولد سال ۱۳۱۲ شمسی قریه کمری کابل و فات ۷ ثور ۱۳۵۷ در ارگ جمهوری افغانستان می باشد. وی برای آوازخوانان تصنیف می ساخت . درین اواخر مردم کمری شهرت این شاعر گمنام را به جامعه افغانستان معرفی نمودند.

## گذشته های این شاعر
مدرسه ابتدائیه را در کمری سپس شامل مکتب نظامی افغانستان گردیده پس از فراغت شامل دانشگاه نظامی افغانستان حربی پوهنتون گردید .در سال ۱۳۳۷ از حربی پوهنتون فارغ گردیده شامل وظیفه در قطعات نظامی افغانستان گردید. و آخرین وظیفه آن افسر پیاده نظام در گارد ریاست جمهوری محمد داود خان بود.
این شاعر گمنام چون نظامی بود شعرهای انتقادی  خودرا بنامهای مستعار همجوار، سنگتراش،کمریوال، عنقا،  آموزگار و همسایه در مطبوعات کابل به نشر می سپرد. 
تصنیف ها را برای آواز خوانان افغانستان چون احمد ظاهر ، میرمن ژیلا ، استاد ساربان ، حفیظ خیال زنده یاد رحیم مهریار خانم سلما خانم نغمه ژینوس شمس الدین مسرور  و ده ها هنرمند دست اول و مطرح  ساخت وهمه اهنگ هایش  شهرت یافت.

## زندگی شخصی
خانجان ازدواج کرده بود که ثمره ازدواج آن چهار پس و چهار دختر بود.سرانجام بروز ۷ ثور ۱۳۵۷ وفت یافت.

## جسارهای وابسته
- ترانه‌شناسی احمد ظاهر
- Таронашиносии Аҳмад Зоҳир